# 覺義
覺義於官職名稱上，為中國古代文官官職。在清朝之位階為從八品。講經一職通常配置於僧錄司，屬佛教宗教事宜的基層官員，其上有闡教及講經。1910年代，清朝滅亡後，該官職廢除。